# ميليسا توماس
ميليسا توماس (بالإنجليزية: Melissa Thomas)‏ هي ممثلة أسترالية، ولدت في 1 نوفمبر 1974.

## وصلات خارجية
- ميليسا توماس على موقع IMDb (الإنجليزية)
- ميليسا توماس على موقع قاعدة بيانات الفيلم (الإنجليزية)